# Different Shades of Blue
Different Shades of Blue — одиннадцатый студийный альбом американского блюз-рокового музыканта Джо Бонамассы, изданный 22 сентября 2014 года на студии J&R Adventures.

## История
Альбом дебютировал на 8-м месте в американском основном хит-параде Billboard 200, что стало самым высоким достижением в чарте для Бонамассы и его первым топ-10 в этом чарте. Он занял 3-е место в итоговом чарте блюзовых альбомов Billboard за 2015 год «Year End Blues Album Chart of 2015». По состоянию на февраль 2016 года в США было продано 96 000 копий.

## Отзывы
| Оценки критиков | Оценки критиков |
| Источник        | Оценка          |
| --------------- | --------------- |
| AllMusic        | [ 4 ]           |
| PopMatters      | (8/10)          |

Альбом получил положительные отзывы музыкальной критики и интернет-изданий. В редакционной рецензии в PopMatters было написано, что «Его плавные, лиричные лидирующие линии продолжают сиять в таких песнях, как „Oh Beautiful!“ и „I Gave Up Everything For You, 'Cept the Blues“, и он умеет петь, о чем свидетельствуют „Different Shades of Blue“ и „Love Ain’t a Love Song“. Написав эти треки… уроженец Нью-Йорка выдаёт свою самую сильную работу за последние годы».

## Список композиций
| №   | Название                                         | Автор(ы)                           | Длительность |
| --- | ------------------------------------------------ | ---------------------------------- | ------------ |
| 1.  | «Hey Baby (New Rising Sun)»                      | Джими Хендрикс                     | 1:19         |
| 2.  | «Oh Beautiful!»                                  | Джо Бонамасса, James House         | 5:28         |
| 3.  | «Love Ain't a Love Song»                         | Бонамасса, Jerry Flowers           | 3:48         |
| 4.  | «Living on the Moon»                             | Бонамасса, House                   | 3:21         |
| 5.  | «Heartache Follows Wherever I Go»                | Бонамасса, House                   | 4:33         |
| 6.  | «Never Give All Your Heart»                      | Бонамасса, Jonathan Cain           | 5:24         |
| 7.  | «I Gave Up Everything for You, 'Cept the Blues»  | Бонамасса, Flowers, Jeffrey Steele | 4:39         |
| 8.  | «Different Shades of Blue»                       | Бонамасса, House                   | 4:39         |
| 9.  | «Get Back My Tomorrow»                           | Бонамасса, Flowers, Steele         | 4:46         |
| 10. | «Trouble Town»                                   | Бонамасса, Gary Nicholson          | 4:56         |
| 11. | «So, What Would I Do»                            | Бонамасса                          | 5:26         |
| 12. | «Scarlet Town (Best Buy Exclusive)»              | Боб Дилан                          | 7:57         |
| 13. | «Better The Devil You Know (Best Buy Exclusive)» | Бонамасса                          | 4:41         |
| 14. | «Black Irish Eyes (Best Buy Exclusive)»          | Бонамасса                          | 4:33         |

## Чарты
| Чарт (2015)                           | Высшая позиция |
| ------------------------------------- | -------------- |
| Австрия (Ö3 Austria)                  | 8              |
| Бельгия/Фландрия (Ultratop)           | 22             |
| Бельгия/Валлония (Ultratop)           | 19             |
| Канада (Canadian Albums Chart)        | 15             |
| Дания (Hitlisten)                     | 12             |
| Финляндия (Suomen virallinen lista)   | 11             |
| Франция (SNEP)                        | 27             |
| Германия (Offizielle Top 100)         | 3              |
| Италия (Classifica album)             | 63             |
| Нидерланды (Album Top 100)            | 10             |
| Новая Зеландия (RMNZ)                 | 18             |
| Норвегия (VG-lista)                   | 9              |
| Швеция (Sverigetopplistan)            | 22             |
| Швейцария (Schweizer Hitparade)       | 5              |
| Великобритания (UK Albums Chart)      | 9              |
| США (Billboard 200)                   | 8              |
| США (Billboard Independent Albums)    | 1              |
| США (Billboard Top Blues Albums)      | 1              |
| США (Billboard Top Rock Albums)       | 3              |
| США (Billboard Top Tastemaker Albums) | 8              |

## Сертификации
| Регион                                                                      | Сертификация | Продажи |
| --------------------------------------------------------------------------- | ------------ | ------- |
| Польша (ZPAV)                                                               | Золотой      | 10 000  |
| Данные о продажах + прослушиваниях приведены только на основе сертификации. |              |         |